# Sagamiscala munda
Sagamiscala munda is een slakkensoort uit de familie van de Epitoniidae. De wetenschappelijke naam van de soort is voor het eerst geldig gepubliceerd in 1969 door Barnard.